# Johannes Bosscha jr.
Johannes Bosscha jr., (Breda, 18 november 1831 - Heemstede, 15 april 1911) was een Nederlandse natuurkundige, hoogleraar theoretische mechanica aan de Koninklijke Militaire Academie in Breda, en hoogleraar natuurkunde aan de Polytechnische School te Delft, en directeur van deze hogeschool van 1878 tot 1885.

## Levensloop

### Achtergrond en studie
Bosscha, zoon van  Johannes Bosscha sr. (1797-1874) en Henrietta Jacoba de Kruijff, stamde uit een familie van academici. Zijn overgrootvader en grootvader waren klassieke geleerden, en zijn vader was hoogleraar in de geschiedenis en de letterkunde, en later lid van de Tweede Kamer en minister van Hervormde Eredienst in het kabinet-Rochussen en het kabinet-Van Hall-Van Heemstra.

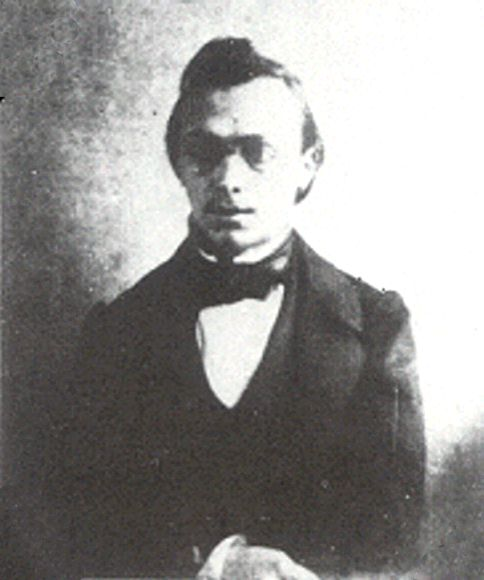
Bosscha in zijn Leidse studententijd.

Bosscha werd geboren in Breda, waar zijn vader toentertijd werkte als hoogleraar aan de Koninklijke Militaire Academie. Van 1844 tot 1848 volgende hij de Latijnse school in Amsterdam, waar zijn vader was gaan werken aan het Athenaeum Illustre. Hij kreeg hier verder les in wis- en natuurkunde van de mathematicus Volkert Simon Maarten van der Willigen.
Vanaf september 1848 studeerde Bosscha natuurkunde aan de Universiteit van Leiden onder de astronoom Frederik Kaiser. Hij was zo sterk onder de indruk van diens werk, dat hij zich actief inzette bij de (succesvolle) geldinzamelingsactie voor de stichting van de Sterrewacht Leiden.
Van januari 1849 tot midden 1850 volgde hij colleges bij Van der Willigen in het Athenaeum te Deventer. Verder won Boscha de eerste prijs (een gouden medaille) bij een wetenschappelijke prijsvraag met een verhandeling over elektriciteit, getiteld "Over den invloed der warmte op het elektrisch geleidingsvermogen van vloeistoffen." In 1854 promoveerde hij op een proefschrift over galvanometrie, getiteld "De galvanometrio differentiali."

### Loopbaan
Na zijn promotie onder leiding van experimenteel fysicus Pieter Leonard Rijke ging Bosscha op een studiereis naar Berlijn en Parijs voor het bezoeken van beroemde wetenschappers uit zijn tijd. In januari 1856 keerde hij terug naar Leiden, waar hij was benoemd tot assistent van Rijke aan het Natuurkundig Laboratorium in Leiden. Bosscha maakte naam in 1858 met een publieke lezing over de wet van behoud van energie, waarvoor hij het Nederlandse woord 'arbeidsvermogen' voor bedacht.
In 1860 werd Bosscha aangesteld als hoogleraarschap in de theoretische mechanica aan de Koninklijke Militaire Academie, waar hij tot 1863 aanbleef. In 1863 werd hij door Thorbecke benoemd tot inspecteur voor het Middelbaar Onderwijs in Utrecht, Gelderland, Noord-Brabant en Limburg. In deze functie leverde aan de verdere invulling van de Hogereburgerschool, die in 1863 was ingevoerd. Op zijn voorstel werden er op de HBS afzonderlijke vaklokalen ingericht voor natuur- en scheikunde onderwijs en proeven.
In 1873 werd hij aangesteld tot hoogleraar van de Polytechnische School, de latere TU Delft. In 1878 werd hij hier directeur, als opvolger van L. Cohen Stuart. Als hoogleraar aan de Polytechnische School had hij veel invloed op zijn jonge protegé en assistent Heike Kamerlingh Onnes. Vanwege gezondheidsproblemen, nam hij in 1885 afscheid van de Polytechnische School. Hij werd hierop aangesteld in de iets minder zware maar zeer prestigieuze functie van secretaris van de Hollandsche Maatschappij der Wetenschappen. Deze functie bekleedde hij tot op hoge leeftijd. In 1909, werd hij opgevolgd door Hendrik Antoon Lorentz.
Zijn voornaamste werk was het bekende Leerboek der Natuurkunde, gepubliceerd in 3 delen tussen 1865 en 1875. Een deel van dit leerboek kwam tot stand in samenwerking met Johannes Diderik van der Waals en bevatte dan ook meteen de nieuwe thermodynamica uit het proefschrift van Van der Waals. Er bleven nieuwe edities van het leerboek verschijnen tot 1909, aangevuld met de nieuwste ontwikkelingen in de fysica.
Verder was Bosscha zeer actief in verschillende commissies binnen en buiten het KNAW. De belangrijkste hiervan is de metercommissie. Deze internationale commissie sprak over een vernieuwing van de reeds gestandaardiseerde meter en kilogram.
Bosscha was in 1863 benoemd tot lid van de Koninklijke Nederlandse Akademie van Wetenschappen en verder lid van verschillende andere wetenschappelijke genootschappen. Hij werd in 1901 benoemd tot commandeur in de Orde van de Nederlandse Leeuw.
Bosscha was ook curator aan de Leidse universiteit, waar later een leeszaal naar hem is vernoemd, gefinancierd door zijn rijke zoon Karel Albert Rudolf Bosscha. In deze zaal vonden voor lange tijd de beroemde Colloquia Ehrenfestii plaats. In Delft is een straat naar Bosscha vernoemd.

### Personalia
Bosscha trouwde in 1855 met Paulina Emilia Kerkhoven en kreeg twee zonen en vier dochters. Door zijn huwelijk was hij deeleigenaar van plantage Adrichem in Suriname. Bij de afschaffing van de slavernij in 1863 werden hij en zijn vrouw voor het verlies van hun slavenbezit gecompenseerd.
Een van Bosscha's zoons was Karel Albert Rudolf Bosscha. Deze Bosscha vertrok naar het toenmalige Nederlands-Indië en hij heeft in Bandoeng veel bereikt. De Indonesische regering heeft een straat naar hem genoemd (Jalan Bosscha).

## Publicaties
- Johannes Bosscha. Het Behoud van arbeidsvermogen in den galvanischen stroom. Eene voorlezing, etc, Leiden 1858
- J. Bosscha. Leerboek der Natuurkunde en van hare voornaamste toepassingen., 1875, 3 delen.
  - Boek 1: Algemeene beschouwingen van lichamen en krachten, 1875
  - Boek 2: Warmte en moleculaire krachten, 1875
  - Boek 3: Trillingen en geluid, 1875
- J. Bosscha. Verspreide geschriften van J. Bosscha; Ter gelegenheid van zijn 70sten verjaardag uitgegeven door zijn vrienden, Leiden, 1901. 3 delen.